# حرية الصحافة
| وضع خطير جدا وضع صعب مشاكل ملحوظة | حالة مرضية وضع جيد غير مصنف / لا توجد بيانات |

2020 مؤشر حرية الصحافة

تُعَد حُرية الصحافة أو حُرية وسائل الإتصال هي المَبدأ الذي يشير إلى وجوب مراعاة الحق في الممارسة الحرة للاتصال والتعبير عن الرأي من خلال كافة وسائل الإعلام المتاحة، المطبوع منها والإلكتروني، وعلى وجه الخصوص المواد المنشورة.   تَتَضَمن هذه الحرية غياب التدخل المفرط للدول، وحمايتها بالدستور والقانون.
ومن جهة ما يَخُص المعلومات الحكومية، يمكن أن تُمَيز الحكومات بين المواد التي تُقَرِر أن تَكْشِفها  للجمهور أو تَحْجِبها عنه. تَقوم الدول بحِماية مَوادِها لسبب من اثنين: إما لحساسية وسريَّة المعلومات، أو لارتباط المعلومات بحماية المَصْلَحة الوطنية للدِوَل.
تُكَيّف العديد من الحكومات سياساتها نحو حرية الصحافة/الإتصال من خلال ما يسمى مجازًا «قوانين شروق الشمس» أو قوانين حرية تداول المعلومات، والتي تُستَخدَم لتَعريف وتَحديد نِطاق المَصْلَحَة الوطنية وتمكين المواطنين من طلب إتاحة المعلومات التي تَمْلُكها الحكومة.
ينص الإعلان العالمي لحقوق الإنسان الذي الذي تبنته الأمم المتحدة عام 1948 أن: «لكل فرد الحق في حرية الرأي والتعبير؛ ويتضمن هذا الحق حرية الفرد في تكوين آراء بدون تَدَخُل أحد، والبَحث عن واستقبال ونقل المعلومات والأفكار من خلال كافة وسائل الإتصال بصرف النظر عن حدود الدول».
عادةً ما يصاحب تلك الفلسفة تشريع يَكْفُل مستويات متباينة من حرية البحث العلمي (تُعرَف بالحرية العلمية) وحرية النشر والصحافة.  ويُعَبِر حِمايَة الدستور لهذه الحريات عن عمق رسوخ القوانين ذات الصلة بحرية الصحافة/الإتصال داخل النظام التشريعي للدولة.
غالبًا ما تشمل قوانين حرية الصحافة مفهوم حرية التعبير وبالتالي يُعامَل التعبير المنطوق والمنشور مُعاملة واحدة.
تعد السويد أول دولة في العالم تتبني حرية الصحافة ضمن دستورها من خلال وثيقة حرية الصحافة عام 1788.
تُعِد منظمة مراسلون بلا حدود تقريرا سنويا حول مؤشر حرية الصحافة، وتنشره بناء على تقييم المنظمة لسجل حرية الصحافة في كل دولة.
التقرير مبني على استبيان يرسل إلى منظمات متشاركة مع منظمة مراسلون بلا حدود منها 14 مجموعة لحرية التعبير في خمس قارات و 130 مراسل حول العالم، بالإضافة إلى صحفيين، وباحثين، وقانونيين، ونشطاء في حقوق الإنسان.
الاستبيان يسأل أسئلة عن الاعتداءات التي طالت صحفيين وإعلاميين بالإضافة إلى المصادر التي تثبت صدور ضغوط على الصحافة الحرة.

## التاريخ

### أوروبا
لدى أوروبا الوسطى والشمالية والغربية تقليدًا عريقًا فيما يتعلق بحرية التعبير، بما في ذلك حرية الصحافة. بعد الحرب العالمية الثانية، شجع هيو بايلي، رئيس خدمة سلك الصحافة المتحدة ومقرها في الولايات المتحدة، حرية نشر الأخبار. في عام 1944، دعا إلى نظام مفتوح لمصادر الأخبار والبث والحد الأدنى من التنظيم الحكومي للأخبار. تم بث مقترحاته في مؤتمر جنيف لحرية الإعلام في عام 1948، لكن تم حجبها من قِبل السوفييت والفرنسيين.
إن حرية الإعلام هي حق أساسي ينطبق على جميع الدول الأعضاء في الاتحاد الأوروبي ومواطنيه، على النحو المحدد في ميثاق الاتحاد الأوروبي للحقوق الأساسية وكذلك الاتفاقية الأوروبية لحقوق الإنسان. ضمن عملية توسيع الاتحاد الأوروبي، تم تسمية ضمان حرية الإعلام على أنها «مؤشر رئيسي على استعداد الدولة لتصبح جزءًا من الاتحاد الأوروبي».

### المملكة المتحدة
وفقًا لصحيفة نيويورك تايمز، فإن «بريطانيا لديها تقليد طويل من الصحافة الحرة والاستفزازية»، لكن «على عكس الولايات المتحدة، فإن بريطانيا ليس لديها ضمان دستوري لحرية الصحافة». لقد تأسست حرية الصحافة في بريطانيا العظمى في عام 1695 إذ قال آلان روسبريدجر، المحرر السابق لصحيفة الغارديان: «عندما يتحدث الناس عن منح التراخيص للصحفيين أو الصحف، فلابد وأن تكون الغريزة هي إحالتهم إلى التاريخ. اقرأ عن كيفية إلغاء ترخيص الصحافة في بريطانيا في عام 1695. تذكروا كيف أصبحت الحريات المنتصرة هنا نموذجًا لكثير من بقية العالم، وكونوا واعين كيف ما زال العالم يراقبنا لنرى كيف نحمي تلك الحريات».
حتى عام 1694، كان لدى بريطانيا العظمى نظامًا متطورًا للترخيص؛ وقد شوهد آخرها في قانون الترخيص للصحافة لعام 1662. لم يسمح القانون بأي نشر دون الحصول على ترخيص من الحكومة. قبل خمسين عامًا، في وقت الحرب الأهلية، كتب جون ميلتون كتيب بعنوان «آريوباجيتيكا» (1644). في هذا العمل، جادل ميلتون بقوة ضد هذا الشكل من أشكال الرقابة الحكومية وأبرأ الفكرة فكتب: «عندما يسير المدينون والجانحون إلى الخارج بدون حارس، لكن يجب ألا تثير الكتب غير المسيئة دون وجود حارس حقيقي في ملكيتها». على الرغم من أنه لم يفعل في ذلك الوقت شيئًا يُذكر لوقف ممارسة الترخيص، إلا أنه اعتُبر فيما بعد معلمًا هامًا بوصفه واحدًا من أكثر الدفاعات بلاغة عن حرية الصحافة.
كانت حجة ميلتون المركزية هي أن الفرد قادر على استخدام العقل والتمييز بين الحق والخطأ وبين الجيد والسيئ. ولكي يتمكن الفرد من ممارسة هذا الحق في الحصص التموينية، يجب أن تتاح له إمكانية غير محدودة للوصول إلى أفكار زملائه الرجال في «لقاء حر ومفتوح». من كتابات ميلتون طورت مفهوم السوق المفتوحة للأفكار، فكرة أنه عندما يجادل الناس ضد بعضهم البعض سوف تسود الحجج الجيدة. كان أحد أشكال الكلام التي كانت مقيدة على نطاق واسع في بريطانيا العظمى هو الطعن التحريضي، وكانت القوانين سارية التي جعلت انتقاد الحكومة جريمة. كان الملك فوق الانتقادات العامة وكانت البيانات التي تنتقد الحكومة ممنوعة، وفقًا للمحكمة الإنجليزية في غرفة الملك. الحقيقة لم تكن دفاعًا عن آلية الطعن التحريضي لأن الهدف كان منع ومعاقبة كل إدانة للحكومة.
ساهم لوك في سقوط قانون الترخيص في عام 1695 إذ لم تكن الصحافة بحاجة إلى ترخيص. ومع ذلك، تم محاكمة العديد من حالات التشهير طوال القرن الثامن عشر، حتى نظمت «جمعية وثيقة الحقوق» بقيادة جون هورن توكي وجون ويلكس حملة لنشر المناظرات البرلمانية. بلغت ذروتها في ثلاث هزائم التاج الملكي في عام 1770، ألمون وميلر وودفال، الذين كانوا جميعًا قد نشروا واحدة من رسائل جونيوس، بالإضافة إلى الاعتقال غير الناجح لجون ويتبل في عام 1771. وبعد ذلك، كان التاج الملكي أكثر حرصًا على تطبيق آلية الطعن التحريضي؛ فعلى سبيل المثال، في أعقاب مذبحة بيترلو، أدين بورديت، في حين أن قضية جونيوس كانت على النقيض من ذلك أكثر من سخرية بشأن سلوك الحكومة وسياساتها غير المميتة.
في المستعمرات الأمريكية في بريطانيا، اكتشف المحررون الأوائل أن قراءهم استمتعوا بذلك عندما انتقدوا الحاكم المحلي؛ واكتشف المحافظون أن بإمكانهم إغلاق الصحف. جاءت المواجهة الأكثر إثارة في نيويورك في عام 1734 إذ قدّم الحاكم جون بيتر زينجر للمحاكمة بتهمة الطعن بعد نشر الهجمات الساخرة. يقول محامو الدفاع إنه وفقًا للقانون العام الإنجليزي، فإن الحقيقة هي دفاع صالح ضد الطعن. برّأت هيئة المحلفين زينجر، الذي أصبح البطل الأمريكي المثالي لحرية الصحافة. كانت النتيجة نشوء توتر بين وسائل الإعلام والحكومة. بحلول منتصف عام 1760، كانت هناك 24 صحيفة أسبوعية في المستعمرات 13، وأصبح الهجوم الساخر على الحكومة سمات شائعة في الصحف الأمريكية.

تناول جون ستيوارت ميل عام 1869 في كتابه عن الحرية مشكلة السلطة مقابل الحرية من وجهة نظر نفعية من القرن التاسع عشر: فالفرد يتمتع بالحق في التعبير عن نفسه ما دام لا يضر بأفراد آخرين. ذلك أن المجتمع الجيد هو مجتمع يتمتع فيه أكبر عدد ممكن من الأشخاص بأكبر قدر ممكن من السعادة. بتطبيق هذه المبادئ العامة للحرية على حرية التعبير ، يقول مل إنه إذا أسكتنا رأيا ما ، يمكننا أن نسكت الحقيقة. ولذلك فإن حرية التعبير الفردية ضرورية لرفاه المجتمع. كتب ميل:
إذا كان كل البشر كلهم دون رأي شخص واحد فقط، وكان هناك شخص واحد فقط له رأي مختلف، فلن يكون للبشرية مبرر في إسكات هذا الشخص، أكثر مما سيكون له مبرر في إسكات البشرية، في حال كانت لديه السلطة في ذلك.
تُعتبر محاكمات ديسمبر 1817 للكاتب والساخر وليام هون لنشره ثلاث كتيبات سياسية علامةً بارزة في الكفاح من أجل الصحافة الحرة.

### الدنمارك – النرويج
بين 4 سبتمبر عام 1770 و 7 أكتوبر عام 1771، كانت مملكة الدنمارك-النرويج تمتلك حرية غير مقيدة للصحافة أكثر من أي بلد في أوروبا. وقد حدث ذلك أثناء حكم يوهان فريدريش ستروينسي، الذي سنّ قانونه الثاني هو إلغاء قوانين الرقابة القديمة. ومع ذلك، بسبب الكم الهائل من الكتيبات التي تم نشرها في الغالب كانت مجهولة المصدر والتي كانت انتقادية في معظمها غالبًا ضد نظام ستروينسي نفسه، أعاد بعض القيود فيما يتعلق بحرية الصحافة بعد 7 أكتوبر عام 1771.

## علاقتها بالنشر الذاتي
تتمثل حرية الصحافة بعدم تدخل الكيانات الخارجية، مثل الحكومات أو المنظمات الدينية، بدلًا من امتلاك المؤلفين حق نشر أعمالهم من قبل أشخاص آخرين. لُخصت هذه الفكرة من قبل الصحفي الأمريكي في القرن العشرين، أي. جاي. ليبلينغ، الذي كتب، «حرية الصحافة مكفولة فقط لأولئك الذين يمتلكونها». تمنح حرية الصحافة لعامل الطابعة أو الناشر السيطرة الحصرية على ما يختار أن ينشره، هذا يشمل الحق في رفض طباعة أي شيء لأي سبب كان. إذا لم يتمكن المؤلف من التوصل إلى اتفاق طوعي مع الناشر لإنتاج عمل المؤلف، يجب أن يلجأ المؤلف إلى النشر الذاتي.

## وضع حرية الصحافة في جميع أنحاء العالم
إلى جانب التعاريف القانونية، تستخدم العديد من المنظمات غير الحكومية معايير أخرى للحكم على مستوى حرية الصحافة في جميع أنحاء العالم. تنشئ بعضها قوائم ذاتية، بينما تعتمد غيرها على البيانات الكمية:
- تنظر منظمة مراسلون بلا حدود في عدد الصحفيين الذين قُتلوا أو طُردوا أو تعرضوا للمضايقة، إضافةً إلى احتكار الدولة للتلفزيون والإذاعة، ووجود الرقابة والرقابة الذاتية في وسائل الإعلام، والاستقلال الكلي لوسائل الإعلام والصعوبات التي قد يواجهها الصحفيون الأجانب عند تصنيف الدول في مستويات حرية الصحافة.
- تتعقب لجنة حماية الصحفيين بشكل منهجي عدد الصحفيين الذين قُتلوا وسُجِنوا بسبب عملهم. تقول اللجنة أنها تستخدم أدوات الصحافة لمساعدة الصحفيين من خلال تتبع قضايا حرية الصحافة عبر البحوث المستقلة وبعثات تقصي الحقائق وشبكة المراسلين الأجانب، والتي تشمل الصحفيين العاملين المحليين في دول حول العالم. تقوم لجنة حماية الصحفيين بمشاركة المعلومات حول القضايا العاجلة مع منظمات أخرى لحرية الصحافة في جميع أنحاء العالم من خلال النظام الدولي للمبادلات من أجل حرية الإعلام، وهي شبكة عالمية تضم أكثر من 119 منظمة من منظمات حرية التعبير. تتتبع لجنة حماية الصحفيين أيضًا حالات الإفلات من العقاب عند قتل الصحفيين. يطبق موظفو لجنة حماية الصحفيين معايير صارمة لكل حالة؛ يحقق الباحثون بشكل مستقل في الظروف وراء كل حالة وفاة أو سجن.
- تدرس منظمة فريدم هاوس البيئات السياسية والاقتصادية الأكثر عمومية لكل أمة من أجل تحديد وجود علاقات التبعية التي تحد من المستوى الفعلي لحرية الصحافة والذي قد يوجد من الناحية النظرية. تتولى اللجان تقييم درجة حرية الصحافة وصياغة ملخص لكل دولة وفقًا لنظام تقييم يحلل الوضع السياسي والاقتصادي والقانوني وسلامة الصحفيين بناءً على مقياس من 100 نقطة. ثم يصنف البلدان على أنها تمتلك صحافة حرة أو حرة جزئيًا أو غير حرة.

### التقرير الإحصائي السنوي عن الصحفيين الذين قُتلوا وسُجنوا
كل عام، تصدر لجنة حماية الصحفيين قائمتها الشاملة لجميع الصحفيين الذين قُتلوا بسبب عملهم، بما في ذلك ملفات كل صحفي وقاعدة بياناته، وتعداد سنوي للصحفيين المسجونين اعتبارًا من منتصف ليل 1 ديسمبر. في عام 2017، سُجل رقم قياسي لعدد الصحفيين المسجونين، وبلغ 262 صحفيًا خلف القضبان. شكلت تركيا والصين ومصر أكثر من نصف جميع الصحفيين المسجونين على مستوى العالم.
وفقًا لتقرير خاص صادر عن لجنة حماية الصحفيين لعام 2019، قُتل نحو 25 صحفيًا أثناء تأديتهم لواجبهم في عام 2019. ويُزعم أن الرقم هو الأدنى منذ عام 2002، وهو العام الذي قتل فيه 21 صحفيًا على الأقل بينما كانوا يقدمون التقارير من الميدان. في الوقت نفسه، ذكرت منظمة مراسلون بلا حدود 49 حالة قتل، وهي الأدنى منذ عام 2003 عندما قُتل نحو 36 صحفيًا. وتخشى لجان مراقبة الصحافة الرائدة من الخطر المستمر على حياة الصحفيين. ظهر انخفاض قتل الصحفيين في الميدان خلال فترة «الاهتمام العالمي بقضية الإفلات من العقاب في جرائم قتل الصحفيين»، التي ركزت على مقتل الصحفي السعودي جمال خاشقجي في أكتوبر عام 2018 والمدوّنة المالطية دافني كاروانا غاليزيا في أكتوبر عام 2017.

### المؤشر العالمي لحرية الصحافة
كل عام، تضع منظمة مراسلون بلا حدود ترتيبًا ذاتيًا للبلدان من حيث حرية الصحافة فيها. تستند قائمة مؤشر حرية الصحافة إلى الدراسات الاستقصائية المرسلة إلى الصحفيين الأعضاء في المنظمات الشريكة لمراسلون بلا حدود، فضلًا عن المتخصصين ذوي الصلة مثل الباحثين والقضاة والناشطين في مجال حقوق الإنسان. يطرح الاستطلاع أسئلة حول الاعتداءات المباشرة على الصحفيين ووسائل الإعلام، فضلًا عن مصادر الضغط غير المباشرة الأخرى ضد الصحافة الحرة، مثل الجماعات غير الحكومية.
في عام 2016، كانت البلدان التي تملك أعلى مؤشر لحرية الصحافة فنلندا وهولندا والنرويج والدنمارك ونيوزيلندا، تليها كوستاريكا وسويسرا والسويد وأيرلندا وجامايكا. كانت إريتريا الدولة التي تملك أقل درجة من حرية الصحافة، تليها كوريا الشمالية وتركمانستان وسوريا والصين وفيتنام والسودان.
تعد مشكلة وسائل الإعلام في الهند، وهي أكبر ديمقراطية في العالم، مشكلة هائلة. لا تملك الهند نموذجًا للصحافة الديمقراطية. نشرت منظمة صحفيون كنديون من أجل حرية التعبير تقريرًا عن الهند يفيد بأن الصحفيين الهنود مضطرون -أو يشعرون بأنهم مضطرون لحماية وظائفهم- إلى تقديم التقارير بطرق تعكس الآراء السياسية والمصالح المؤسسية للمساهمين. يقول التقرير الذي كتبه رافي إس جها «لا يمكن الوثوق بالصحافة الهندية، بسبب افتقارها إلى الحرية والتنظيم الذاتي، فهي معروفة حاليًا بالتلاعب والتحيز.»

### إيران
- ذكرت لجنة حماية الصحفيين في تقريرها السنوي لعام 2019، أن عدد الصحفيين المسجونين في إيران بلغ 11، مستشهدة بقمع احتجاجات الشعب الإيراني على ارتفاع أسعار البنزين. ووصف التقرير إريتريا وفيتنام وإيران بأنها «أسوأ السجون بالنسبة للصحفيين».[12][13]
- في 8 سبتمبر 2020، أعربت مراسلون بلا حدود عن قلقها إزاء استمرار اعتقال وقمع الصحفيين في إيران، الذين تم اعتقالهم بسبب عملهم ويتعرضون للضغط والإهانة والتشهير. وقال أحد مسؤولي المنظمة: «لابد للمجلس حقوق الإنسان أن يتخذ إجراءات أكثر جدية لحماية الصحفيين والدفاع عنهم».[14]

## حرية الصحافة
تقرير حرية الصحافة هو تقرير سنوي تصدره منظمة فريدم هاوس غير الربحية ومقرها الولايات المتحدة. ويقيس مستوى الحرية والاستقلالية التحريرية التي تتمتع بها الصحافة في كل الدول والأقاليم الهامة المتنازع عليها في جميع أنحاء العالم. تُسجل مستويات الحرية على مقياس من 1 (الأكثر حرية) إلى 100 (الأقل حرية). اعتمادًا على المعلومات الأساسية، تُصنف الدول بعد ذلك على أنها «حرة» أو «حرة جزئيًا» أو «غير حرة».
في عام 2009، تصدرت أيسلندا والنرويج وفنلندا والدنمارك والسويد القائمة مع كوريا الشمالية وتركمانستان وميانمار (بورما) وليبيا وإريتريا في أسفلها.
تلعب المنظمات غير الحكومية دورًا متزايدًا في دعم حرية الصحافة، من خلال التكوين، والدعم القانوني، وتوفير الحماية للصحفيين المهددين.

### الدول غير الديمقراطية
وفقًا لمراسلون بلا حدود، يعيش أكثر من ثلث سكان العالم في بلدان لا توجد فيها حرية الصحافة. بأغلبية ساحقة، يعيش هؤلاء الأشخاص في بلدان لا يوجد فيها نظام للديمقراطية أو حيث توجد أوجه قصور خطيرة في العملية الديمقراطية. تعد حرية الصحافة مفهومًا شديد الإشكالية بالنسبة لمعظم أنظمة الحكم غير الديمقراطية، إذ أن التحكم الصارم في الوصول إلى المعلومات في العصر الحديث يعد أمرًا بالغ الأهمية لوجود معظم الحكومات غير الديمقراطية وأنظمة المراقبة وأجهزة الأمن المرتبطة بها. تحقيقًا لهذه الغاية، تستخدم معظم المجتمعات غير الديمقراطية منظمات إخبارية تديرها الدولة لتعزيز الدعاية الضرورية للحفاظ على قاعدة سلطة سياسية قائمة ولقمع (غالبًا بوحشية شديدة، عبر الشرطة أو الجيش أو وكالات الاستخبارات) أي محاولات مهمة من قبل وسائل الإعلام أو الصحفيين الأفراد للطعن في «الخط الحكومي» المعتمد بشأن القضايا الجدلية. في مثل هذه البلدان، غالبًا ما يجد الصحفيون العاملون أنفسهم موضع تهديد كبير من قبل عملاء الدولة. يمكن أن يتراوح ذلك من تهديدات بسيطة بوظائفهم المهنية (إطلاق النار والقائمة السوداء) إلى تهديدات بالقتل والخطف والتعذيب والاغتيال.
- قضية ليرا بايسيتوفا في كازاخستان.[20]
- قضية جورجي أر. غونغادزي في أوكرانيا.[21]
- في نيبال وإريتريا وبر الصين الرئيسي، قد يقضي الصحفيون سنوات في السجن لمجرد استخدام الكلمة أو الصورة «الخطأ».